# 키프로스 아프로디테
키프로스 아프로디테(Cyprus Aphrodite)는 2005년에 처음 사육된 키프로스에서 유래한 자연산 고양이 품종 중 하나이다.

## 특징
이 고양이는 강한 다리와 긴 몸을 가지고 있다. 머리는 삼각형이고 코는 곧고 길며 눈은 넓고 타원형이며, 귀는 곧고 뾰족하다. 뒷다리가 앞다리보다 길다. 가슴은 길고 근육질이며 강하다. 꼬리는 길고 두께는 중간이며 꼬리 털이 촘촘하다. 이 고양이는 생후 3년이 되어야 완전히 성숙해진다.
키프로스 아프로디테는 장모와 단모 모두 존재한다. 또한, 속털이 존재한다. 털의 촉감은 부드럽다. 이 고양이는 모든 색상과 패턴이 인정되며, 실제 색상도 다양하다.

## 성격
키프로스 아프로디테는 다정하고 사랑스러운 고양이이다. 또한 이 고양이는 사교적이고 느긋하며 차분한 고양이이기도 하다.